# Motor City Cruise
Motor City Cruise – zawodowy zespół koszykarski, z siedzibą w mieście Detroit, w stanie Michigan. Drużyna jest członkiem ligi G-League.
Klub powstał w 2003 roku i przez pierwsze dwa lata występował w lidze ABA, pod nazwą Long Beach Jam. W grudniu 2003 roku, Jam zatrudnili głównie w celach promocyjnych, dziś już członka Galerii Sław Koszykówki, Dennisa Rodmana. Wystąpił wtedy w zaledwie dwóch spotkaniach sezonu zasadniczego. Podczas swojego debiutu, 16 stycznia 2004 roku, zanotował 14 zbiórek, w trakcie 28 minut spędzonych na parkiecie w wygranym 131-110 spotkaniu z Fresno. W następnym spotkaniu zanotował 8 zbiórek, podczas konfrontacji z Jersey. Następnie do składu powrócił dopiero w marcu na spotkanie finałowe ligi, gdzie zebrał 14 piłek, przyczyniając się tym samym do zdobycia przez Jam mistrzostwa ABA. Pokonali oni wtedy w Kansas City Knights 126-123. Trenerem roku został wtedy wybrany Earl Cureton.
Jam opuścili ligę ABA w maju 2005 roku, aby móc dołączyć do NBA Development League. W rezultacie powyższego dołączyli do grona zespołów D-League przed rozpoczęciem rozgrywek 2006/07.

## Powiązania z zespołamiNBA
- Detroit Pistons (od 2021)
- Phoenix Suns (2011–2021)
- Atlanta Hawks (2012–2014)
- Golden State Warriors (2006–2010)
- Los Angeles Clippers (2009–2014)
- Los Angeles Lakers (2010–2011)
- Orlando Magic (2008–2009)
- Sacramento Kings (2006–2008)
- Toronto Raptors (2011–2014)
- Utah Jazz (2013–2014)

## Wyniki sezon po sezonie
| Long Beach Jam                    |                                             |                                             |                                             |                                             |                                             |                                             |                                                                                                   |
| 2003–04                           | ABA                                         | –                                           | 1                                           | 24                                          | 7                                           | 77,4                                        | Mistrzostwo ABA (Kansas City) 123–126                                                             |
| 2004–05                           | ABA                                         | Czerwona                                    | 2                                           | 18                                          | 10                                          | 64,3                                        | Wygrana – ćwierćfinały ABA (Las Vegas) 148–126 Przegrana – półfinały ABA (Utah Snowbears) 115–130 |
| 2005–06                           | Działalność zawieszona z powodu zmiany ligi | Działalność zawieszona z powodu zmiany ligi | Działalność zawieszona z powodu zmiany ligi | Działalność zawieszona z powodu zmiany ligi | Działalność zawieszona z powodu zmiany ligi | Działalność zawieszona z powodu zmiany ligi | Działalność zawieszona z powodu zmiany ligi                                                       |
| Bakersfield Jam                   |                                             |                                             |                                             |                                             |                                             |                                             |                                                                                                   |
| 2006–07                           | D-League                                    | Zachodnia                                   | 6                                           | 19                                          | 31                                          | 38                                          |                                                                                                   |
| Bakersfield Jam                   |                                             |                                             |                                             |                                             |                                             |                                             |                                                                                                   |
| 2007–08                           | D-League                                    | Zachodnia                                   | 5                                           | 11                                          | 39                                          | 22                                          |                                                                                                   |
| 2008–09                           | D-League                                    | Zachodnia                                   | 3                                           | 26                                          | 24                                          | 52                                          | Przegrana – Runda I (Utah) 0-1                                                                    |
| 2009–10                           | D-League                                    | Zachodnia                                   | 8                                           | 17                                          | 33                                          | 34                                          |                                                                                                   |
| 2010–11                           | D-League                                    | Zachodnia                                   | 4                                           | 29                                          | 21                                          | 58                                          | Przegrana – Runda I (Rio Grande Valley) 2–1                                                       |
| 2011–12                           | D-League                                    | Zachodnia                                   | 3                                           | 28                                          | 22                                          | 56                                          | Wygrana – Runda I (Dakota) 2-0 Przegrana – Półfinały (Los Angeles) 0-2                            |
| 2012–13                           | D-League                                    | Zachodnia                                   | 1                                           | 36                                          | 14                                          | 72                                          | Przegrana – Runda I (Austin) 0-2                                                                  |
| 2013–14                           | D-League                                    | Zachodnia                                   | 5                                           | 24                                          | 26                                          | 48                                          |                                                                                                   |
| 2014–15                           | D-League                                    | Zachodnia                                   | 2                                           | 34                                          | 16                                          | 68                                          | Przegrana – Runda I (Austin) 1-2                                                                  |
| 2015–16                           | D-League                                    | Zachodnia                                   | 3                                           | 22                                          | 28                                          | 44                                          |                                                                                                   |
| Northern Arizona Suns             |                                             |                                             |                                             |                                             |                                             |                                             |                                                                                                   |
| 2016–17                           | D-League                                    | Pacyfiku                                    |                                             | 22                                          | 28                                          | 44,8                                        |                                                                                                   |
| Suma - sezon regularny            | Suma - sezon regularny                      | Suma - sezon regularny                      | Suma - sezon regularny                      | 268                                         | 282                                         | 48,7                                        | 2006–2017                                                                                         |
| Suma - play-off                   | Suma - play-off                             | Suma - play-off                             | Suma - play-off                             | 6                                           | 10                                          | 37,5                                        | 2003–2017                                                                                         |
| Suma - sezon regularny i play-off | Suma - sezon regularny i play-off           | Suma - sezon regularny i play-off           | Suma - sezon regularny i play-off           | 314                                         | 308                                         | 50,5                                        | 2003–2017                                                                                         |

## Nagrody i wyróżnienia
(Stan na 31 grudnia 2021).
| MVP meczu gwiazd   | Impact Player of the Year                               | Największy postęp  | Jason Collier Sportsmanship Award |
| ------------------ | ------------------------------------------------------- | ------------------ | --------------------------------- |
| Brian Butch (2010) | Brian Butch (2010) Ike Diogu (2014) Jerel McNeal (2015) | Joe Jackson (2015) | Renaldo Major (2015)              |

I skład D-League
- Trey Johnson (2011)
- Jerel McNeal (2013)
- Brian Butch (2013)
- Earl Barron (2015)

II skład D-League
- Kevin Pinkney (2007)
- Trey Johnson (2009)
- Derrick Byars (2009)
- Brian Butch (2010)
- Damion James (2013)

III skład D-League
- Alade Aminu (2010)
- Jerel McNeal (2015)

All-D-League Honorable Mention Team
- Justin Reed (2008)
- Nick Lewis (2009)
- Derrick Byars (2011)
- Renaldo Major (2012–2013)
- Ike Diogu (2014)

I skład defensywny D-League
- Damion James (2013)

II skład defensywny D-League
- Joe Jackson (2015)

II skład debiutantów D-League
- Jamie Vanderbeken (2012)
- Mustapha Farrakhan (2012)

III skład debiutantów D-League
- James Nunnally (2013)
- Chris Cooper (2013)

Uczestnicy meczu gwiazd

- Gerry McNamara (2007)[17]
- Kevin Pinkney (2007)[17]
- Andre Barrett (2008)[18]
- Trey Johnson (2009)[18]
- Derrick Byars (2009)[19]
- Brian Butch (2010)[20]

- Trey Johnson (2011)[21]
- Damion James (2013)[22]
- James Nunnally (2014)[23]
- Ike Diogu (2014)[23]
- Xavier Munford (2016)[24]
- Johnny O’Bryant III (2017)[25]

MVP D-League Showcase
- Archie Goodwin (2015)[26]

Zwycięzcy konkursu Shooting Stars
- Jeremy Wise (2011)

## Zawodnicy przypisani przez zespoły NBA
- Kosta Perovic – przez Golden State Warriors – 18.11.2007 i 3.03.2008
- Patrick O’Bryant – przez Golden State Warriors – 31.12.2006, 19.01., 8.03.2007, 10.03.2008
- Richard Hendrix – przez Golden State Warriors – 14.11.2008
- DeMarcus Nelson – przez Golden State Warriors – 14.11.2008
- Devin Ebanks – przez Los Angeles Lakers – 27.12.2010
- Derrick Caracter – przez Los Angeles Lakers – 29.03.2011 i 6.04.2011
- Eric Bledsoe – przez Los Angeles Clippers – 26.01.2012
- Kendall Marshall – przez Phoenix Suns – 29.11.2012
- Diante Garrett – przez Phoenix Suns – 9.01.2013
- Rudy Gobert – przez Utah Jazz – 14.12.2013 i 4.01.2014
- Archie Goodwin – przez Phoenix Suns – 23.01.2014 i 5.02.2014
- Dwight Buycks – przez Toronto Raptors – 3.01.2014 i 5.03.2014
- T.J. Warren – przez Phoenix Suns – 13.11.2014
- Tyler Ennis – przez Phoenix Suns – 13.11.2014

## Zawodnicy aktywowani przez zespoły NBA
- Kosta Perovic – przez Golden State Warriors – 20.02.2007, 7.01.2008 i 10.03.2008
- Patrick O’Bryant – przez Golden State Warriors – 16.01., 20.02., 30.03.2007 i 8.04.2008
- DeMarcus Nelson – przez Golden State Warriors – 16.12.2008
- Richard Hendrix – przez Golden State Warriors – 18.12.2008
- Devin Ebanks – przez Los Angeles Lakers – 9.01.2011
- Eric Bledsoe – przez Los Angeles Clippers – 28.01.2012
- Kendall Marshall – przez Phoenix Suns – 21.12.2012
- Rudy Gobert – przez Utah Jazz – 21.12.2013 i 13.01.2014
- Archie Goodwin – przez Phoenix Suns – 26.01.2014 i 10.02.2014
- Dwight Buycks – przez Toronto Raptors – 13.01.2014 i 9.03.2014

## Zawodnicy powołani przez zespoły NBA
- Kevinn Pinkney – przez Boston Celtics – 4.04.2007
- Brian Butch – przez Denver Nuggets – 4.04.2010
- Trey Johnson – przez Toronto Raptors – 26.01.2011